# Sexy Can I
Sexy Can I är den ledande singeln från hiphop-sångaren Ray Js fjärde studioalbum All I Feel, producerad av Noel "Detail" Fisher. Låten, som även Yung Berg medverkar på, släpptes den 25 december 2007 och debuterade på en 77:e plats på USA:s singellista Billboard Hot 100. Låten klättrade senare till en tredje plats vilket följaktligen gör den till Ray Js första topp-fem hit.
Två musikvideor spelades in till singeln. I den första versionen gästspelar basketspelaren Shaquille O'Neal och i den andra syns Ray J och Young Berg framföra låten medan en kvinnlig modell tittar på via en TV-skärm. 
Sången är idag certifierad 3x Platina av RIAA. 

## Listor
| Lista (2008)                         | Topp position |
| ------------------------------------ | ------------- |
| Canadian Hot 100                     | 20            |
| U.S. Billboard Hot 100               | 3             |
| U.S. Billboard Hot R&B/Hip-Hop Songs | 4             |
| U.S. Billboard Pop 100               | 6             |
| UK Singles Chart                     | 66            |
| New Zealand Singles Chart            | 10            |